# Сувої хічі
Сувої хічі (англ. The Annals of the Heechee) — науково-фантастичний роман американського письменника Фредеріка Пола, вперше опублікований 1987 року.
Роман є четвертим з серії Гічі (англ. Heechee).

## Зміст
Роман розповідає про життя дослідника космосу мультимільйонера Робінетта Броудхеда. Незважаючи на те, що він помер у попередньому романі, його особистість зберігається в комп'ютері. Броудхед намагається вирішити проблему «вбивць», які є чистоенергетичними істотами, які зупинили розширення Всесвіту та спровокували його стиснення. Вбивці сховалися в «кульовій блискавці» чорній дірі особливого типу. Броудхед і гічі створили космічну станцію Колесо і намагаються їх знайти. 
В романі також розповідається про пригоди трьох дітей — 2 землян і 1 гічі, зокрема про викрадення їх педофілами. Зрештою діти допомагають виявити «вбивць».
Коли «вбивці» виходять, вони спілкуються з однією з комп'ютерних програм Броудхеда для збору даних і виявляють, що вони не вороги.